# اسکیدمور (تگزاس)
اسکیدمور (به انگلیسی: Skidmore) یک منطقهٔ مسکونی در ایالات متحده آمریکا است که در شهرستان بی، تگزاس واقع شده‌است. اسکیدمور ۲۷٫۳ کیلومتر مربع مساحت و ۹۲۵ نفر جمعیت دارد و ۴۷ متر بالاتر از سطح دریا واقع شده‌است.